# 산노헤정
산노헤정(일본어: 三戸町 산노헤마치[*])은 일본 아오모리현 산노헤군의 남단, 이와테현과의 경계에 있는 정이다.
예로부터 산노헤군의 핵심 기능을 가지는 정으로 번창해 왔다.

## 지리
아오모리현 산노헤군의 남단, 이와테현과 아키타현과의 경계에 위치한다. 지형은 비교적 평탄하고 닷코정, 신고촌과 접하는 북서부에 산지가 퍼져 있다. 정의 중심부를 남북으로 마베치강이 흐르고 그 지류들이 합류한다.

### 기후
기후는 태평양측 기후이며 겨울의 적설량은 적다.
| 산노헤정의 기후                                              | 산노헤정의 기후 | 산노헤정의 기후 | 산노헤정의 기후 | 산노헤정의 기후 | 산노헤정의 기후 | 산노헤정의 기후 | 산노헤정의 기후 | 산노헤정의 기후 | 산노헤정의 기후 | 산노헤정의 기후 | 산노헤정의 기후 | 산노헤정의 기후 | 산노헤정의 기후 |
| 월                                                           | 1월             | 2월             | 3월             | 4월             | 5월             | 6월             | 7월             | 8월             | 9월             | 10월            | 11월            | 12월            | 연간            |
| ------------------------------------------------------------ | --------------- | --------------- | --------------- | --------------- | --------------- | --------------- | --------------- | --------------- | --------------- | --------------- | --------------- | --------------- | --------------- |
| 역대 최고 기온 °C (°F)                                       | 14.4 (57.9)     | 18.2 (64.8)     | 21.6 (70.9)     | 30.0 (86.0)     | 34.7 (94.5)     | 35.6 (96.1)     | 37.7 (99.9)     | 37.4 (99.3)     | 35.0 (95.0)     | 28.7 (83.7)     | 25.2 (77.4)     | 18.7 (65.7)     | 37.7 (99.9)     |
| 일평균 최고 기온 °C (°F)                                     | 2.4 (36.3)      | 3.5 (38.3)      | 7.8 (46.0)      | 14.9 (58.8)     | 20.8 (69.4)     | 23.9 (75.0)     | 27.0 (80.6)     | 28.3 (82.9)     | 24.7 (76.5)     | 18.6 (65.5)     | 11.8 (53.2)     | 5.0 (41.0)      | 15.7 (60.3)     |
| 일일 평균 기온 °C (°F)                                       | −1.8 (28.8)     | −1.2 (29.8)     | 2.4 (36.3)      | 8.5 (47.3)      | 14.2 (57.6)     | 18.0 (64.4)     | 21.8 (71.2)     | 22.9 (73.2)     | 18.8 (65.8)     | 12.1 (53.8)     | 6.0 (42.8)      | 0.6 (33.1)      | 10.2 (50.3)     |
| 일평균 최저 기온 °C (°F)                                     | −6.3 (20.7)     | −6.1 (21.0)     | −2.8 (27.0)     | 2.1 (35.8)      | 8.1 (46.6)      | 12.9 (55.2)     | 17.6 (63.7)     | 18.7 (65.7)     | 14.1 (57.4)     | 6.5 (43.7)      | 0.8 (33.4)      | −3.6 (25.5)     | 5.2 (41.3)      |
| 역대 최저 기온 °C (°F)                                       | −17.6 (0.3)     | −20.2 (−4.4)    | −17.7 (0.1)     | −8.7 (16.3)     | −1.3 (29.7)     | 1.9 (35.4)      | 7.6 (45.7)      | 8.9 (48.0)      | 1.8 (35.2)      | −2.9 (26.8)     | −8.1 (17.4)     | −17.0 (1.4)     | −20.2 (−4.4)    |
| 평균 강수량 mm (인치)                                        | 49.4 (1.94)     | 49.1 (1.93)     | 63.3 (2.49)     | 65.0 (2.56)     | 81.9 (3.22)     | 96.4 (3.80)     | 161.4 (6.35)    | 160.3 (6.31)    | 159.4 (6.28)    | 114.0 (4.49)    | 66.1 (2.60)     | 64.8 (2.55)     | 1,131.1 (44.53) |
| 평균 강설량 cm (인치)                                        | 111 (44)        | 109 (43)        | 77 (30)         | 5 (2.0)         | 0 (0)           | 0 (0)           | 0 (0)           | 0 (0)           | 0 (0)           | 0 (0)           | 3 (1.2)         | 65 (26)         | 367 (144)       |
| 평균 강수일수 (≥ 1.0 mm)                                     | 10.4            | 10.2            | 10.4            | 10.2            | 10.3            | 9.2             | 11.6            | 11.7            | 11.1            | 10.5            | 11.2            | 10.6            | 127.4           |
| 평균 강설일수 (≥ 3 cm)                                       | 14.9            | 14.3            | 9.8             | 0.6             | 0               | 0               | 0               | 0               | 0               | 0               | 0.4             | 8.4             | 48.4            |
| 평균 월간 일조시간                                           | 102.3           | 105.3           | 153.5           | 181.5           | 190.7           | 157.6           | 136.5           | 152.7           | 141.2           | 148.9           | 121.9           | 102.6           | 1,694.7         |
| 출처: 일본 기상청 (평년값: 1991년~2020년, 극값: 1976년~현재) |                 |                 |                 |                 |                 |                 |                 |                 |                 |                 |                 |                 |                 |

## 역사
예로부터 정주 취락이 존재하고 있었던 것으로 보이며 조몬 유적도 다수 출토되고 있다. 가마쿠라 시대 초에 오슈 전투의 공으로 난부 미쓰유키가 누카노부 5군을 받은 후 난부씨의 지배지가 되었고 센고쿠 시대에는 본성인 산노헤성이 축성되어 성시(조카마치)로 번창한다. 에도 시대에 본성이 모리오카성으로 옮겨진 다음에는 대관소가 놓였다.
- 1889년 - 산노헤정이 성립하였다.
- 1955년 3월 20일 - 도가와촌, 도메사키촌, 사루베촌과 합병하였다.

## 교통

### 철도
- 아오이모리 철도 아오이모리 철도선

### 도로
- 국도 4호선
- 국도 104호선

## 인구
| 연도 | 인구   | ±%     |
| ---- | ------ | ------ |
| 1920 | 12,714 | —      |
| 1930 | 13,644 | +7.3%  |
| 1940 | 13,768 | +0.9%  |
| 1950 | 17,614 | +27.9% |
| 1960 | 17,332 | −1.6%  |
| 1970 | 16,184 | −6.6%  |
| 1980 | 15,506 | −4.2%  |
| 1990 | 14,440 | −6.9%  |
| 2000 | 13,223 | −8.4%  |
| 2010 | 11,300 | −14.5% |

## 자매 도시
- 오스트레일리아 뉴사우스웨일스주 탬워스
- 일본 시즈오카현 마키노하라시